# Rote Wand (bergskedja)
Rote Wand är en bergskedja i Österrike.   Den ligger i förbundslandet Steiermark, i den östra delen av landet, 120 km sydväst om huvudstaden Wien.
I omgivningarna runt Rote Wand växer i huvudsak blandskog. Runt Rote Wand är det ganska tätbefolkat, med 108 invånare per kvadratkilometer.